# Contea di Sharkey
La contea di Sharkey (in inglese Sharkey County) è una contea dello Stato del Mississippi, negli Stati Uniti. La popolazione al censimento del 2000 era di 6 580 abitanti. Il capoluogo di contea è Rolling Fork.